# Dunaújváros Gorillaz 2017
Questa voce raccoglie le informazioni riguardanti i Dunaújváros Gorillaz nelle competizioni ufficiali della stagione 2017.

## Hungarian Football League 2017

### Stagione regolare
| 25 marzo 2017, ore 15:00 1ª giornata | Dunaújváros Gorillaz | 41 – 23 | Budapest Wolves |  |

| 23 aprile 2017, ore 15:00 3ª giornata | Dunaújváros Gorillaz | 14 – 27 | Miskolc Steelers | (950 spett.) |

| 7 maggio 2017, ore 15:00 4ª giornata | Győr Sharks | 14 – 0 | Dunaújváros Gorillaz |  |

| 20 maggio 2017 5ª giornata | Eger Heroes | 14 – 2 | Dunaújváros Gorillaz |  |

| 5 giugno 2017, ore 15:00 6ª giornata | Dunaújváros Gorillaz | 17 – 20 | Budapest Cowbells |  |

## Statistiche di squadra
| Competizione      | %Vittorie | In casa | In casa | In casa | In casa | In casa | In casa | In trasferta | In trasferta | In trasferta | In trasferta | In trasferta | In trasferta | Totale | Totale | Totale | Totale | Totale | Totale |
| Competizione      | %Vittorie | G       | V       | N       | P       | Pf      | Ps      | G            | V            | N            | P            | Pf           | Ps           | G      | V      | N      | P      | Pf     | Ps     |
| ----------------- | --------- | ------- | ------- | ------- | ------- | ------- | ------- | ------------ | ------------ | ------------ | ------------ | ------------ | ------------ | ------ | ------ | ------ | ------ | ------ | ------ |
| Stagione regolare | .200      | 3       | 1       | 0       | 2       | 72      | 70      | 2            | 0            | 0            | 2            | 2            | 28           | 5      | 1      | 0      | 4      | 74     | 98     |
| Totale            | .200      | 3       | 1       | 0       | 2       | 72      | 70      | 2            | 0            | 0            | 2            | 2            | 28           | 5      | 1      | 0      | 4      | 98     |        |